# 呂斯林根

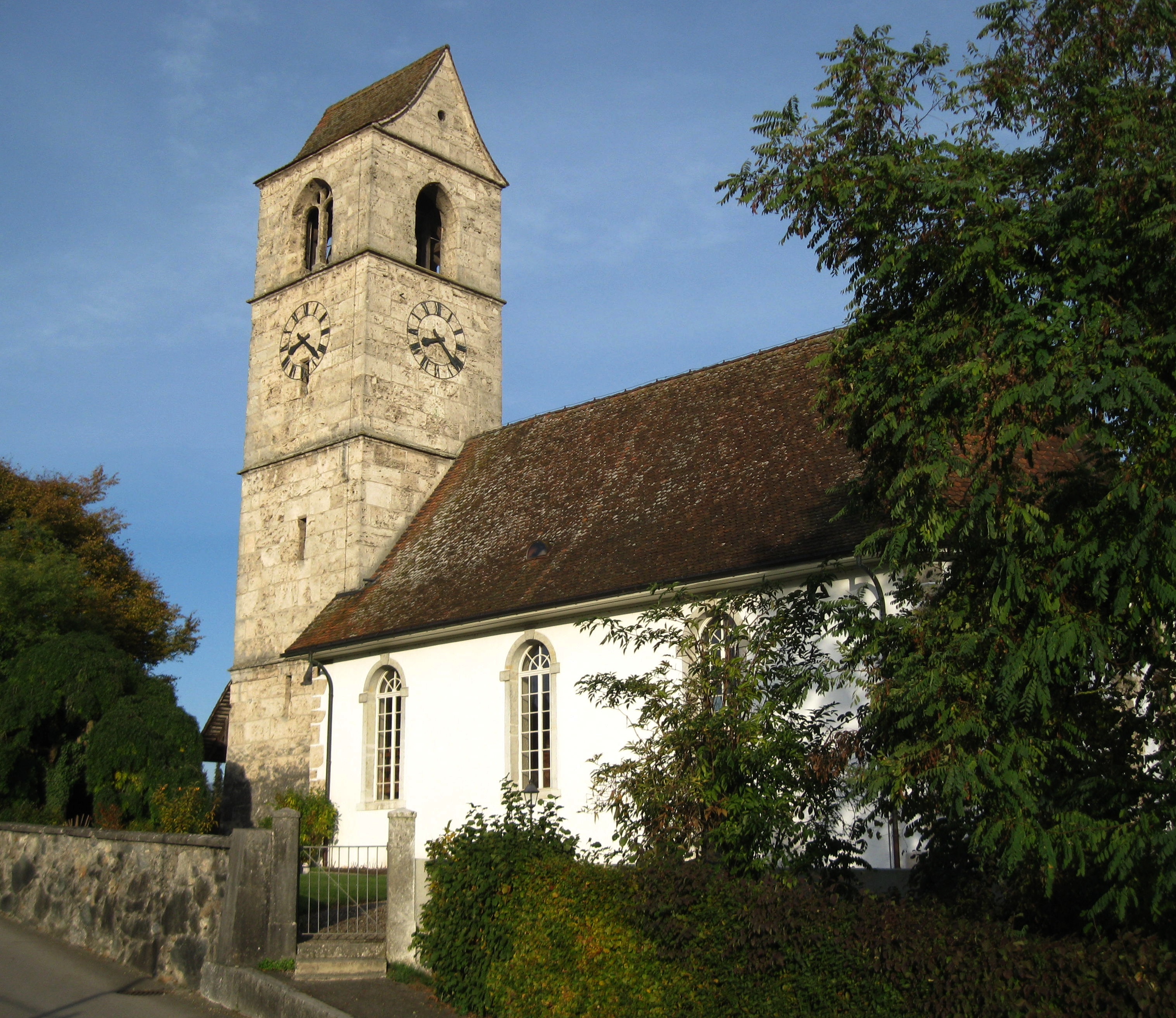

呂斯林根是瑞士的城鎮，位於該國北部，由索洛圖恩州負責管轄，面積3.19平方公里，海拔高度439米，2012年人口522，六成半人口信奉基督教，人口密度每平方公里164人。